# 人民路街道 (郴州市)
人民路街道，是中华人民共和国湖南省郴州市北湖区下辖的一个乡镇级行政单位。

## 行政区划
人民路街道下辖以下地区：
北湖路社区、国庆北路社区、人民西路社区、飞机坪社区、文化路社区、人民东路社区、万花冲社区和东风社区。